# Giovan Battista Caniana
Giovan Battista Caniana (Romano di Lombardia, 8 maggio 1671 – Alzano Lombardo, 5 maggio 1754) è stato un architetto e scultore italiano.

## Biografia
Giovan Battista Caniana nacque l'8 maggio 1671 a Romano di Lombardia, grosso centro della pianura bergamasca, in una famiglia ad alta vocazione artistica, dato che già il padre Giacomo Antonio era un affermato intarsiatore.
Alla morte del padre, avvenuta quando Giovan Battista aveva soltanto otto anni, la madre Caterina Vicinelli da Cividate decise di inviarlo a Venezia in una bottega, al fine di fargli apprendere le arti scultoree e dell'architettura.
Nel capoluogo lagunare ebbe come maestri lo scultore Brustolon e l'architetto Longhena, che gli permisero di affinare le sue già notevoli capacità.
Pochi anni più tardi tornò nel suo paese natale al fine di continuare quello che era stato il lavoro del padre, aiutando nella bottega familiare i fratelli, con i quali intraprese, nel 1691, la costruzione di una serie di armadi delle Sagrestie di Alzano Lombardo, dove ebbe modo di conoscere Andrea Fantoni.
Nonostante avesse una grande abilità nella scultura, dovuta agli insegnamenti del padre e dei fratelli, dimostrò una grande attenzione anche verso l'architettura.
Nel 1694, dopo il matrimonio con Brigida Erba, dalla quale ebbe otto figli,si trasferì ad Alzano Lombardo, paese in cui la sua fama crebbe in modo esponenziale dopo il suo intervento presso le sagrestie, giudicato superlativo da tutti. Conseguentemente anche le commesse e gli incarichi ebbero un notevole incremento proprio in quella zona, specialmente per quanto riguarda i progetti di chiese.
Rimase legato ad Andrea Fantoni con un rapporto di sincera amicizia, tanto che i due si aiutarono vicendevolmente nell'esecuzione delle loro opere. Lui stesso riferì di avere rivelato allo scultore un
Il prestigio che acquisì venne diviso anche tra i suoi famigliari, tra cui i fratelli e i figli, che si dedicarono con brillanti risultati alle arti nella bottega di famiglia, ormai rinomata anche al di fuori dei confini della provincia bergamasca.
Negli ultimi anni di vita si avvicinò al neoclassicismo e, dopo aver lasciato una serie lunghissima di opere d'arte, morì ad 83 anni.
Fu sepolto nella chiesa di San Michele Arcangelo, ad Alzano Lombardo, paese che celebrò degnamente il suo illustre cittadino dedicandogli, tra le altre cose, un rilievo marmoreo all'esterno della basilica di San Martino che così recita:
MAESTRO D'INTARSIO INSUPERABILE
GIAMBATTISTA CANIANA DA ROMANO L.
CHE COLLABORANDO L'AMICO FANTONI
DECORO' QUESTO MAGNIFICO TEMPIO
DI TARSIE E QUADRATURE STUPENDE
GLI ALZANESI
DELLE MORTALI SUE SPOGLIE
GELOSI CUSTODI
MCMXXXIV»
(epigrafe posta all'esterno della Basilica di San Martino, Alzano Lombardo)
Dei suoi figli Caterina e i tre figli maschi Giovanni Antonio, Martino Bonifacio e Giuseppe continuarono l'attività paterna.

## Opere
Innumerevoli le sue opere, che costellano l'intera provincia di Bergamo, nonché località della Val Camonica.
La sua opera principale può essere considerata l'esecuzione gli armadi presenti nella seconda e terza sagrestia della Basilica di San Martino ad Alzano Lombardo.

Sul territorio alzanese progettò anche la chiesa di San Michele Arcangelo, dove successivamente venne sepolto con i membri della famiglia.
Nel 1714 fece edificare in piazza Grande, la più rinomata del suo paese natale, Romano di Lombardia, la Chiesa di Santa Maria Assunta e San Giacomo Maggiore, caratterizzandola con un doppio campanile.
Operò anche nel capoluogo orobico, dove riedificò, in città alta, la chiesa di San Michele all'Arco (ora dismessa e utilizzata come archivio per la Biblioteca Angelo Mai), disponendo il nuovo ingresso su Piazza Vecchia.
Ripensò anche la chiesa del Carmine, con annesso chiostro, conservandone però le precedenti caratteristiche, tra le quali spiccavano il coro e il presbiterio.
Nella città bassa fece erigere, nel terzo decennio del XVIII secolo, la chiesa parrocchiale di Borgo Santa Caterina.
In provincia i suoi lavori sono innumerevoli: nella Basilica dell'Assunta a Gandino si possono trovare quattro confessionali, eseguiti nel 1721, finemente lavorati e intarsiati, ai quali vengono accompagnate sculture dell'amico Andrea Fantoni.
Restando in val Seriana, il Caniana ha lasciato, nel santuario di San Patrizio in territorio di Colzate, una stupenda statua policroma del santo.
Anche il comune di Albino è ricco di sue opere: il santuario della Madonna della gamba è stato da lui ampliato nel 1740, mentre la chiesa annessa al monastero di Sant'Anna è stata edificata proprio su un suo progetto.
Nel 1732 disegnò il progetto della fontana della fiera di Bergamo su commissione dell'amministrazione comunale.
Nella confinante Pradalunga ha progettato la Chiesa Parrocchiale, dedicata a San Cristoforo e San Vincenzo. Il progetto, eseguito nel 1734, è custodito negli archivi del paese seriano.
A Scanzo, suo il progetto e la Direzione Lavori per la costruzione della nuova chiesa di San Pietro (1750), a navata unica con pianta a croce greca. Di notevole valore la cupola sopra il presbiterio e le decorazioni con inserimenti "rococò". La linea architettonica del complesso è in "Barocchetto Lombardo". Interessanti i cinque altari in marmo policromo, sempre su suo disegno.
Suo è il disegno sia della chiesa parrocchiale di Torre Boldone, costruita con una caratteristica forma a croce greca, che di quella di Gerosa, in cui sono contenuti cinque suoi altari.
A Cenate Sopra ampliò, nel 1732, la chiesa parrocchiale intitolata a San Leone, mentre a Sale Marasino ne costruì una nuova tra il 1737 e il 1754.
A Grumello del Monte progettò, nel 1720 la chiesa della Santissima Trinità, riuscendo a darle un tocco di solennità e nel contempo una grande semplicità; mentre nella chiesa di San Pietro di Tagliuno, frazione di Castelli Calepio, si può trovare un suo pulpito di notevole pregio.
Nel 1740 eseguì, insieme alla figlia, l'altare maggiore della Chiesa di Santa Maria della Pace ad Alzano Lombardo.
Meritano menzione anche l'altare e le statue lignee da lui eseguite, conservate nella chiesa parrocchiale di Serina, ampliata con un suo progetto.